# Leon Hart
Leon Hart (* 2. November 1928 in Turtle Creek, Pennsylvania; † 24. September 2002 in South Bend, Indiana) war ein US-amerikanischer Footballspieler. Er spielte als End für die University of Notre Dame. Hart gewann 1949 die Heisman Trophy. Von 1950 bis 1957 spielte er für die Detroit Lions in der National Football League (NFL). Er wurde 1973 in die Pro Football Hall of Fame aufgenommen. Hart starb im Alter von 73 Jahren.
1949 wurde er mit der Sportler des Jahres-Auszeichnung von Associated Press geehrt.